# Zeke Zawoluk
Robert Michael "Zeke" Zawoluk (nacido el 13 de octubre de 1930 en Brooklyn, Nueva York y fallecido el 9 de enero de 2007 en Spring Valley, Nueva York) fue un jugador de baloncesto estadounidense que disputó tres temporadas en la NBA. Con 2,00 metros de estatura, jugaba en la posición de ala-pívot.

## Trayectoria deportiva

### Universidad
Jugó durante tres temporadas con los Red Storm de la Universidad de St. John's, en las que promedió 20,1 puntos por partido. Obtuvo el récord de mayor anotación de su universidad con 1.826 puntos, que se mantuvo durante más de 30 años hasta que fue batido por Chris Mullin en 1984, jugando una temporada más. Mantiene el récord de más puntos en un partido, con los 65 que consiguió ante Saint Peter's College. En 1951 y 1952 fue incluido en el segundo quinteto All-America.

### Profesional
Fue elegido en la decimoquinta posición del Draft de la NBA de 1952 por Indianapolis Olympians, donde jugó una temporada, en la que promedió 4,6 puntos y 3,6 rebotes por partido.
Al año siguiente la franquicia desapareció, fichando entonces con los Philadelphia Warriors, donde en su primera temporada sería uno de los jugadores más destacados del equipo, promediando 8,3 puntos y 4,6 rebotes por partido. Jugó una temporada más con los Warriors, hasta que en 1955 fue traspasado a los Rochester Royals, pero una lesión de rodilla le hizo retirarse prematuramente.

## Estadísticas de su carrera en la NBA

### Temporada regular
| Temporada | Edad | Equipo                 | Liga | P   | TIT | MIN  | TC  | TCA | %TC  | 3P | 3PA | %3P | TL  | TLA | %TL  | R.OF. | R.DEF. | REB | ASIS | ROB | TAP | PER | FP  | PTS |
| 1952-53   | 22   | Indianapolis Olympians | NBA  | 41  |     | 15.2 | 1.3 | 3.7 | .367 |    |     |     | 1.9 | 2.8 | .664 |       |        | 3.6 | 0.8  |     |     |     | 2.0 | 4.6 |
| 1953-54   | 23   | Philadelphia Warriors  | NBA  | 71  |     | 25.3 | 2.9 | 7.6 | .376 |    |     |     | 2.6 | 3.2 | .809 |       |        | 4.6 | 1.4  |     |     |     | 3.1 | 8.3 |
| 1954-55   | 24   | Philadelphia Warriors  | NBA  | 67  |     | 16.7 | 2.1 | 5.6 | .368 |    |     |     | 2.3 | 3.0 | .779 |       |        | 3.8 | 1.3  |     |     |     | 2.2 | 6.4 |
| Total     |      |                        | NBA  | 179 |     | 19.7 | 2.2 | 5.9 | .372 |    |     |     | 2.3 | 3.0 | .767 |       |        | 4.1 | 1.2  |     |     |     | 2.5 | 6.8 |

### Playoffs
| Temporada | Edad | Equipo                 | Liga | P | MIN | TCA | TC | 3PA | 3P | TLA | TL | R.OF. | REB | ASIS | ROB | TAP | PER | FP | PTS | %TC  | %3P | %FT  | MIN | PTS | REB | AST |
| 1952-53   | 22   | Indianapolis Olympians | NBA  | 2 | 18  | 1   | 6  |     |    | 0   | 2  |       | 2   | 0    |     |     |     | 5  | 2   | .167 |     | .000 | 9.0 | 1.0 | 1.0 | 0.0 |
| Total     |      |                        | NBA  | 2 | 18  | 1   | 6  |     |    | 0   | 2  |       | 2   | 0    |     |     |     | 5  | 2   | .167 |     | .000 | 9.0 | 1.0 | 1.0 | 0.0 |